# Sinocyrtaspis
Sinocyrtaspis is een geslacht van rechtvleugeligen uit de familie sabelsprinkhanen (Tettigoniidae). De wetenschappelijke naam van dit geslacht is voor het eerst geldig gepubliceerd in 2000 door Liu.

## Soorten
Het geslacht Sinocyrtaspis omvat de volgende soorten:
- Sinocyrtaspis angustisulca Chang, Bian & Shi, 2012
- Sinocyrtaspis brachycerca Chang, Bian & Shi, 2012
- Sinocyrtaspis huangshanensis Liu, 2000
- Sinocyrtaspis lushanensis Liu, 2000
- Sinocyrtaspis spina Shi & Du, 2006
- Sinocyrtaspis truncata Liu, 2000